# 邦卡
邦卡（法語：Banca，法語發音：[bɑ̃ka]）是法国大西洋比利牛斯省的一个市镇，属于巴约讷区。

## 地理
邦卡（43°7'35"N, 1°22'27"W）面积49.6 平方千米，位于法国新阿基坦大区大西洋比利牛斯省，该省份为法国东南部省份，涵盖了贝阿恩与北巴斯克，西临大西洋比斯開灣，北至朗德省，东北接热尔省，东临上比利牛斯省，南与西班牙接壤。
与邦卡接壤的市镇（或旧市镇、城区）包括：阿诺克斯、阿尔迪德、拉斯、圣艾蒂安-德巴伊戈里、于尔佩勒、巴斯坦、埃罗、布尔格特、巴尔卡洛斯。
邦卡的时区为UTC+01:00、UTC+02:00（夏令时）。

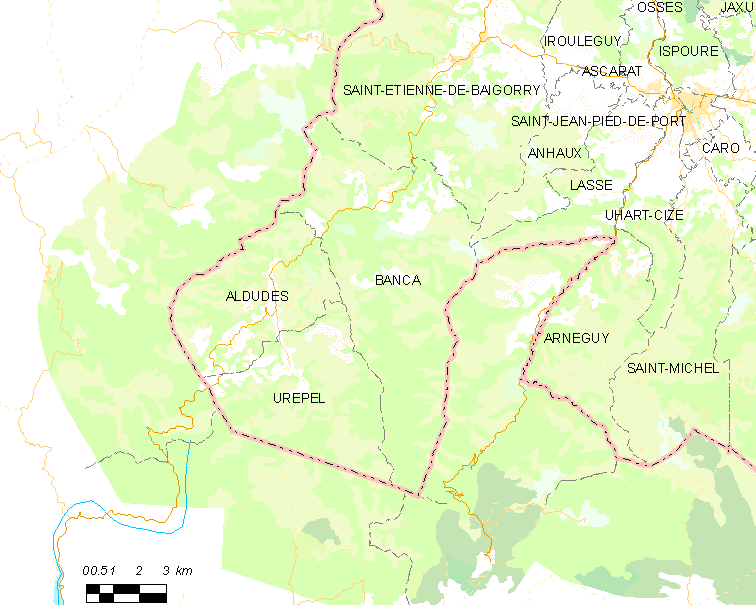
邦卡的OSM定位图

## 行政
邦卡的邮政编码为64430，INSEE市镇编码为64092。

## 政治
邦卡所属的省级选区为巴斯克山地县。

## 人口

1962-2008年间邦卡人口变化图示

邦卡于2022年1月1日时的人口数量为355人。